# المتمردون (فلم)
المتمردون فيلم مصري إنتاج عام 1968 صاحب المركز 78 في قائمة أفضل 100 فيلم مصري من إخراج توفيق صالح والمخرج المساعد نادر جلال.

## بطولة
- إسكندر منسي
- سميرة محسن
- شكري سرحان
- أحمد الجزيري
- زيزي مصطفى
- توفيق الدقن
- كمال حسين
- حمدي أحمد
- محمد توفيق
- أحمد مرسي
- سعيد خليل
- بدر نوفل
- شفيق نور الدين
- زوزو شكيب
- حسين إسماعيل
- محمود السباع

## روابط خارجية
- مقالات تستعمل روابط فنية بلا صلة مع ويكي بيانات